# Новофёдоровский
Новофёдоровский — хутор в Неклиновском районе Ростовской области.
Входит в состав Фёдоровского сельского поселения.

## Население
| 2010 |
| ---- |
| 37   |

## Улицы
На хуторе имеется одна улица — Садовая.